# 利比里亞經濟
利比里亚是世界上最贫穷的国家之一，其经济极不发达，主要原因是1989-1996年第一次利比里亚内战。内战摧毁了利比里亚的大部分经济，特别是蒙罗维亚及周边地区的基础设施。战争还导致人才流失和资本流失，因为内战涉及推翻统治该国的美利比亚少数民族。有些人在1997年回归，但许多人没有。利比里亚拥有丰富的水，矿产资源，森林和有利于农业的气候，但人力资源，基础设施和稳定性都很差，对撒哈拉以南非洲经济体来说具有相当典型的特征 - 大多数人口依赖生计农业，而出口主要是橡胶和铁矿石等原材料。本地制造业主要是外资。1997年8月的民主选举政府继承了巨额国际债务，目前依靠其海事登记处的收入来提供大部分外汇收入。在这个受到破坏的经济中恢复基础设施和提高收入取决于新政府实施健全的宏观和微观经济政策，包括鼓励外国投资等等。